# Crinipus vassei
Crinipus vassei là một loài bướm đêm thuộc họ Sesiidae. Nó được biết đến ở Mozambique.